# Emanuel Vasiliu
Emanuel Kant Vasiliu (* 7. September 1929 in Chișinău; † 19. August 2001 in Bukarest) war ein rumänischer Linguist, Romanist und Rumänist.

## Leben und Werk
Emanuel Vasiliu promovierte 1956 mit der Arbeit Accentul în limba română. Von 1964 bis 1965 und von 1970 bis 1971 war er Gastprofessor in Chicago und Boston. 1970 wurde er Professor an der Universität Bukarest (von 1990 bis 1992 Dekan der Philosophischen Fakultät). Von 1990 bis 2001 war er Direktor des Instituts für Phonetik und Dialektologie der Rumänischen Akademie.
Vasiliu war ab 1992 ordentliches Mitglied der Rumänischen Akademie.

## Werke
- Fonologia limbii române, Bukarest  1965
- Fonologia istorică a dialectelor dacoromâne, Bukarest 1968
- (mit Sanda Golopenția-Eretescu) Sintaxa transformațională a limbii române, Bukarest 1969 (englisch: The transformational syntax of Romanian, Den Haag 1972)
- Elemente de teorie semantică a limbilor naturale, Bukarest 1970
- Outline of a semantic theory of Kernel sentences,  Den Haag 1972
- Preliminarii logice la semantica frazei, Bukarest 1978
- Scrierea limbii române în raport cu fonetica și fonologia, Bukarest 1979
- Sens. Adevăr analitic. Cunoaștere, Bukarest 1984
- (mit Liliana Ionescu-Ruxăndoiu) Limba română în secolele al XII-lea – al XV-lea. Fonetică. Fonologie. Gramatică, Bukarest 1986
- Introducere în teoria textului, Bukarest 1990
- Introducere în teoria limbii, Bukarest 1992
- Elemente de filosofie a limbajului, Bukarest 1995